# Галленберг, Венцель Роберт фон
Граф Венцель Роберт фон Галленберг (нем. Wenzel Robert von Gallenberg; 28 декабря 1783 — 13 марта 1839) — австрийский композитор.

## Биография
Происходил из аристократической семьи, тем не менее, принял решение заниматься музыкой профессионально. Учился у Иоганна Георга Альбрехтсбергера. В 1803 году женился на Джульетте Гвиччарди (которой был увлечён Людвиг ван Бетховен, посвятивший ей сонату для фортепиано № 14, так называемую «Лунную») и уехал вместе с ней в Италию. В 1805 году подготовил в Неаполе музыкальный праздник в честь будущего короля Жозефа Бонапарта, после его коронации в 1806 году был назначен капельмейстером и придворным композитором. На этом посту ввёл в неаполитанскую оперную и особенно балетную (на который в Неаполе обращалось большое внимание) музыку традиции венской композиторской школы.
Галленберг был замечен и поддержан одним из известнейших импресарио Италии, Доменико Барбайя, который, будучи назначен в 1821 г. руководителем Венской придворной труппы, пригласил Галленберга на должность своего заместителя. На этом посту Галленберг работал в 1822—1823 гг., а в 1828 — занял место Барбайи во главе Венской оперы (однако через два года вынужден был уйти в отставку из-за неважных финансовых дел театра). В 1830-38 годах жил и работал в Италии и во Франции, писал преимущественно балеты, в 1836-38 годах был директором театра в Неаполе.

## Произведения
Галленберг является автором около 50 балетов, среди которых:
- 1810 — «Вильгельм Телль»
- 1811 — «Самсон»
- 1813 — «Арсиноя и Телемак»
- 1815 — «Гамлет»
- 1817? — «Синяя борода» в постановке Армана Вестриса (театр «Сан-Карло», Неаполь)[3]
- 1820 — «Альфред Великий» (нем. Alfred der Grosse)
- 1821 — «Жанна д’Арк»

Ему также принадлежат оркестровые увертюры, пьесы для арфы, множество произведений для фортепиано, 12 немецких песен. Вариации на его темы писали, в частности, Карл Черни и Антон Диабелли.